# Esquadra naval

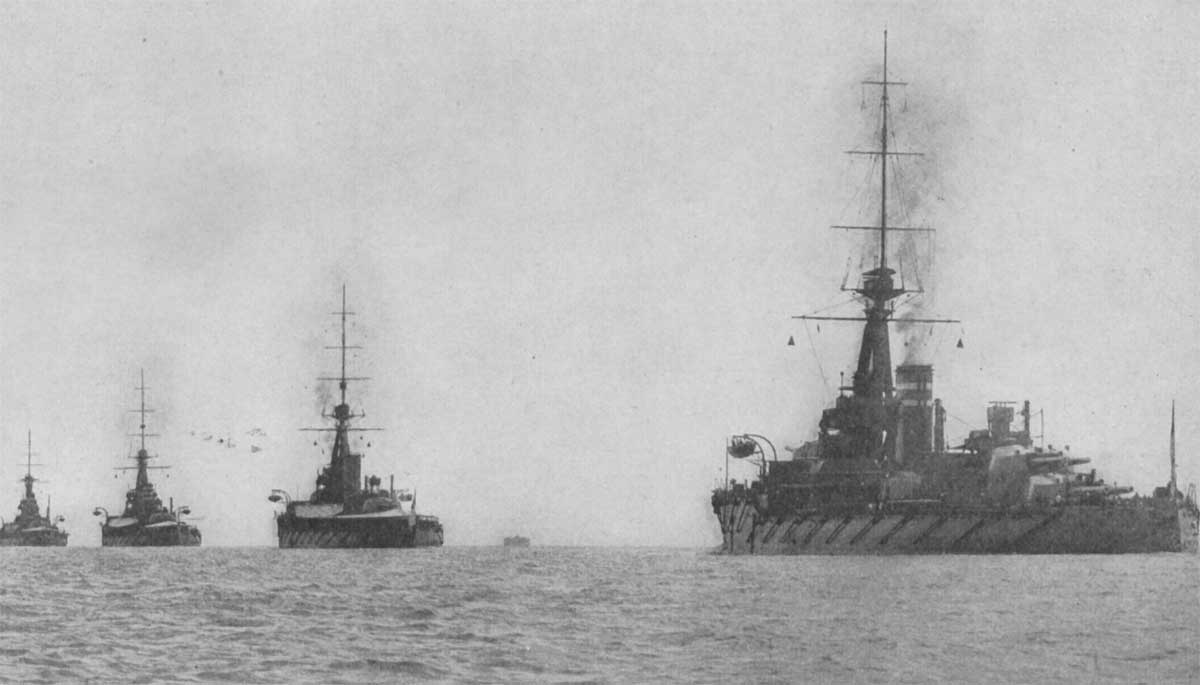
Couraçados da 2ª Esquadra de Batalha da Grande Frota britânica, durante a Primeira Guerra Mundial.

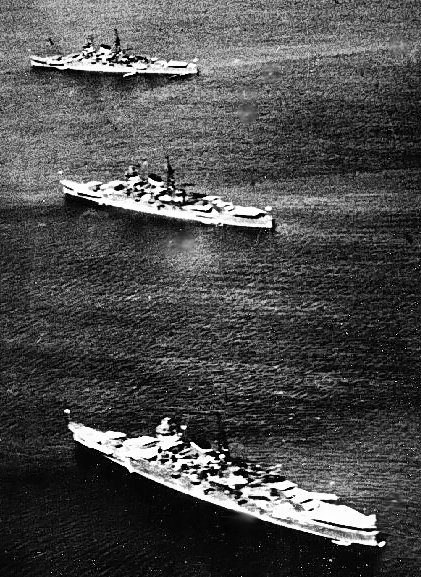
Cruzadores da Esquadra nº7 da Marinha Imperial Japonesa - 1938.

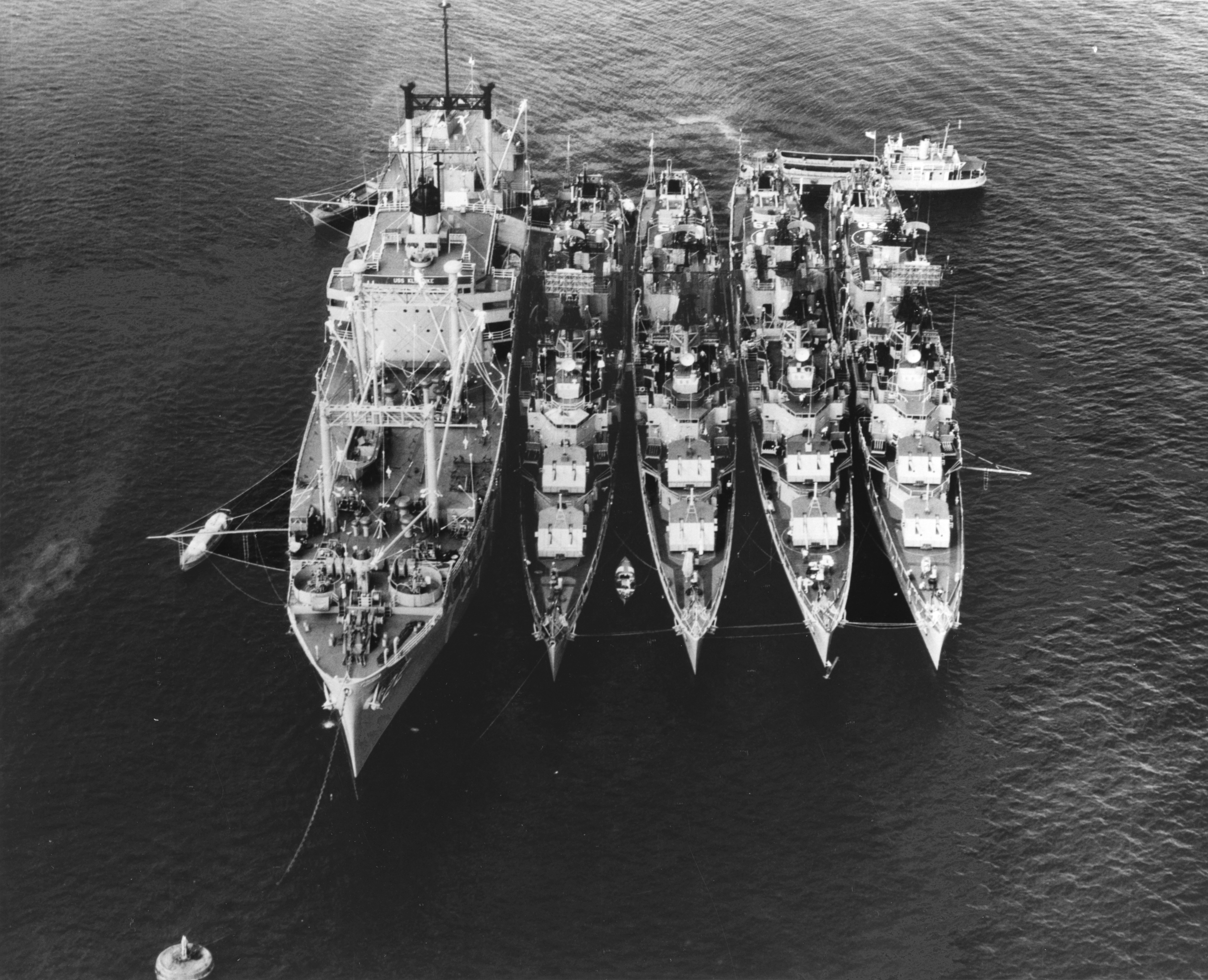
Navios da Esquadra de Contratorpedeiros nº15 da Marinha dos EUA - 1963.

Uma esquadra é uma força naval composta por vários navios de guerra, que pode fazer parte de uma frota e ser dividida em divisões. Uma esquadra, normalmente, é composta por navios de guerra de grande porte do mesmo tipo e é comandada por um oficial general. Os navios de pequeno porte são, normalmente, agrupados em forças navais designadas "esquadrilhas" ou "flotilhas".
O termo "esquadra" também é, frequentemente, usado para designar a totalidade das forças navais oceânicas de uma marinha de guerra.
Por extensão, o termo "esquadra" também passou a ser aplicado, em algumas forças aéreas a alguns tipos de  agrupamentos de aeronaves ou outras unidades aéreas.
Nos países anglo-saxónicos é empregue o termo "esquadrão" (em inglês:  squadron) para designar uma força naval equivalentes a uma esquadra.

## História
Na época da marinha à vela, a esquadra era um grupo de navios de linha sob o comando de um oficial general. As frotas ou armadas, tradicionalmente, estavam divididas em três esquadras: a de avante, a do centro e a da ré. A esquadra de avante era comandada por um vice-almirante, a do centro por um almirante (que também comandava a frota) e a da ré por um contra-almirante (designado "chefe de esquadra" em algumas marinhas). 
Mais tarde, com o aumento do tamanho das esquadras nas maiores marinhas, passou a existir um almirante, um vice-almirante e um contra-almirante em cada esquadra da frota. O almirante da esquadra do centro (comandante da frota) passou a designar-se almirante da frota. A organização deste tipo mais conhecida era a da Royal Navy britânica, nos séculos XVIII e XIX onde existiam as esquadras vermelha, branca e azul, cujos navios hasteavam bandeiras com um campo na cor correspondente à esquadra a que pertenciam.
Por outro lado, existiam também esquadras independentes, que não estavam integradas em frotas. Basicamente, as esquadras independentes, eram frotas mais pequenas que, por isso, não tinham direito a ser designadas como tal. Nas marinhas de média dimensão, as esquadras independentes eram, normalmente, as maiores forças navais existentes.
Tal como as frotas, na época da marinha à vela, as esquadras eram, normalmente, constituídas como agrupamentos temporários para a realização de uma determinada missão, como as modernas forças-tarefa.
No século XIX, no entanto, as esquadras tornaram-se, cada vez mais, em agrupamentos permanentes de navios, tanto para fins operacionais como administrativos. Este agrupamento permanente era vantajoso uma vez que os navios da esquadra eram sempre os mesmos e podiam, assim, exercitar-se em conjunto, estando melhor preparados para entrar em conflito.
Com o fim da marinha à vela, as esquadras deixaram de integrar navios de linha, passando a integrar couraçados e cruzadores. A partir da Primeira Guerra Mundial passaram a integrar, também, porta-aviões. Estes navios, bem como os navios menores que os acompanhavam, passaram a ser conhecidos, em algumas marinhas, como "unidades de esquadra". No final do século XIX foram desenvolvidos navios de guerra de menor porte (torpedeiros, contratorpedeiros, submarinos e outros) que se agrupavam em flotilhas ou esquadrilhas. Estes navios eram designados "unidades de flotilha", por oposição às unidades de esquadra.
O aumento do tamanho e da importância de certos navios que antes estavam integrados em flotilhas (como os contratorpedeiros e os submarinos), levou à constituição de esquadras destes tipos de navios, em algumas marinhas.
A partir da Segunda Guerra Mundial, a esquadra começou a ser substituída pela força-tarefa, como força naval operacional. Ao contrário da esquadra - que era, normalmente, uma força permanente -, a força-tarefa era um agrupamento provisório de navios, constituído para o desempenho de determinada missão. A esquadra foi mantida, em algumas marinhas, apenas como um agrupamento administrativo.

## Organização
Uma esquadra é, tradicionalmente, comandada por um oficial general, com a patente de vice-almirante ou de contra-almirante. Pode ser considerada, por aproximação, como o equivalente naval da brigada nas forças terrestres. A esquadra poderá estar subdividida em divisões de esquadra, cada qual comandada por um oficial superior, ou eventualmente, por um oficial general subordinado.